# What Is Love? (canción de Howard Jones)
«What Is Love?» es una canción del músico inglés Howard Jones, lanzada en noviembre de 1983 como el segundo sencillo de su álbum de estudio debut, Human's Lib (1984).
Alcanzó el número 2 en la UK Singles Chart del Reino Unido, convirtiéndose en la posición más alta del cantante hasta la fecha. En Estados Unidos, alcanzó el número 33 en el Billboard Hot 100.

## Información de la canción
En el demo que Howard Jones grabó en 1982, la canción se tituló originalmente "Love?". En esta época Jones también usó el motivo del signo de interrogación en carteles que anunciaban sus actuaciones.
Howard Jones dijo: "Si iba a escribir sobre el amor, quería decir ¿qué entendemos por amor? ¿Qué es, realmente? No puedes depender de otra persona para tu felicidad. Así que será mejor que cuestiones esta idea del amor romántico muy pronto, de lo contrario vas a ser bastante miserable. Así que eso es realmente lo que es esa canción".

## Lista de canciones
sencillo 7″
1. "What Is Love?"  – 3:41
2. "It Just Doesn't Matter"  – 3:36

maxi 12″
1. "What Is Love?" (extended version)  – 6:33
2. "It Just Doesn't Matter"  – 4:30
3. "Hunt the Self" (live at the Marquee)  – 5:36

12″ Edición Limitada
También se lanzó un paquete de edición limitada que incluía el sencillo estándar de 12" y un sencillo extra de 7" "Live at the Marquee" que incluía las pistas:
1. "What Can I Say"  – 5:10
2. "Bounce Right Back"  – 5:23

Demo tape
1. "What Can I Say"
2. "Always Asking Questions"
3. "Human's Lib"
4. "Love?" ("What Is Love?")
5. "Risk"

## Posicionamiento en listas
| Lista (1983-1984)                     | Máxima posición |
| ------------------------------------- | --------------- |
| Alemania (Offizielle Deutsche Charts) | 6               |
| Australia (Kent Music Report)         | 31              |
| Bélgica (Flandes) (Ultratop 50)       | 16              |
| Canadá (RPM Top Singles)              | 49              |
| Estados Unidos (Billboard Hot 100)    | 33              |
| Estados Unidos (Cash Box)             | 35              |
| Francia (IFOP)                        | 80              |
| Irlanda (IRMA)                        | 17              |
| Noruega (VG-lista)                    | 10              |
| Reino Unido (UK Singles Chart)        | 2               |
| Suiza (Schweizer Hitparade)           | 24              |
| Suecia (Sverigetopplistan)            | 10              |